# باشگاه فوتبال اتلتیکو پلاتینزه
باشگاه فوتبال اتلتیکو پلاتینزه یک باشگاه ورزشی آرژانتینی است که در فلوریدا، بوئنوس آیرس واقع شده است. نام مستعار باشگاه کالامار (ماهی مرکب) پس از روزنامه‌نگار پالاسیو زینو است که گفت تیم "مثل یک ماهی مرکب در جوهر خود حرکت می‌کند".
اگرچه این باشگاه میزبان فعالیت‌های زیادی است، پلاتینزه بیشتر به خاطر تیم فوتبالش شناخته می‌شود. علیرغم سقوط از لیگ برتر در سال ۱۹۹۹، همچنان در بین ۲۰ تیم برتر جدول لیگ برتر آرژانتین باقی مانده است. پلاتینزه در حال حاضر در لیگ برتر آرژانتین، دسته برتر سیستم لیگ آرژانتین، رقابت می‌کند.

## تاریخچه

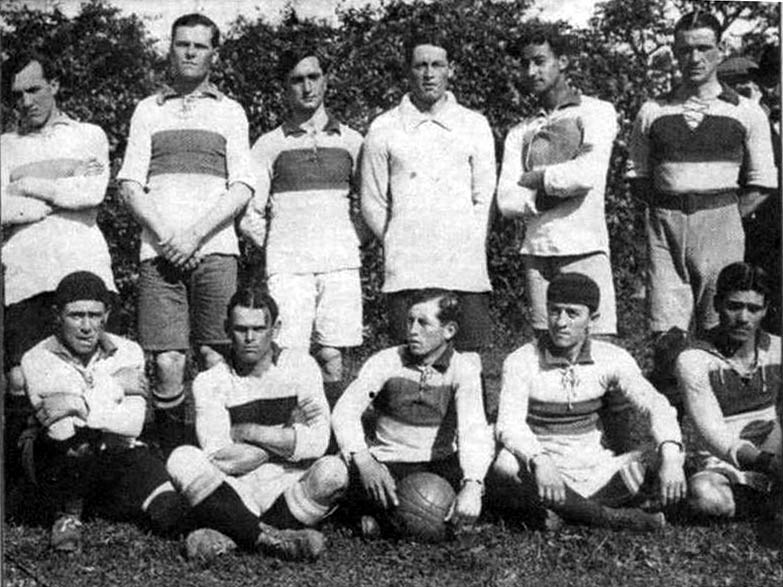
بازیکنان پلاتینزه در ۱۹۱۳

پلاتینزه در ۲۵ مه ۱۹۰۵ تأسیس شد و از سال ۱۹۵۶ تا ۱۹۶۴ در دسته دوم بازی کرد و از سال ۱۹۷۲ تا ۱۹۷۶، زمانی که این تیم سرانجام اولین عنوان خود را در لیگ دسته سوم به دست آورد. این قهرمانی به پلاتینزه اجازه داد در لیگ برتر بازی کند. این باشگاه در اواخر دهه ۱۹۷۰ به جایگاه فرقه دست یافت زیرا آنها بارها و بارها از طریق یک سری "معجزه‌های روز آخر" از سقوط خودداری کردند. تا اینکه سرانجام در سال ۱۹۹۹ تسلیم سقوط شدند.
این آغاز یک نزول شدید شد: پلاتینزه متعاقباً در پایان فصل ۰۲–۲۰۰۱ به دسته سوم منطقه‌ای، لیگ دسته دوم سقوط کرد. در ۱۷ مه ۲۰۰۶، پلاتینزه عنوان دوم خود را به دست آورد و به لیگ دسته دوم آرژانتین صعود کرد. اما در ۸ مه ۲۰۱۰ این تیم دوباره به دسته سوم سقوط کرد. در ۲ مه ۲۰۱۸، پلاتینزه پس از کسب عنوان لیگ دسته سوم در پیروزی مقابل باشگاه استودیانتس ده کاسروس، مستقیماً به دسته دوم صعود کرد. در سال ۲۰۲۱، پلاتینزه برای اولین بار در ۲۲ سال پس از شکست استودیانتس ده ریو کوارتو در ضربات پنالتی به لیگ برتر بازگشت.

## افتخارات
- لیگ برتر آرژانتین (۱): آپرتورا ۲۰۲۵
- لیگ دسته سوم (۳): ۱۹۷۶، ۰۶–۲۰۰۵، ۱۸–۲۰۱۷